# 車輄寮
車輄寮，原寫為車桄藔，是台灣南投縣鹿谷鄉的一個傳統地域名稱，位於該鄉中部偏南。相較於今日行政區，其範圍大致包括彰雅村南部凸出部分、廣興村、內湖村北部。

## 歷史
台灣清治末期至日治初期，車輄寮地區為一街庄，稱為「車桄藔庄」，隸屬於沙連堡。該庄輪廓略呈西北—東南走向長條形，西北與羗仔藔庄為鄰，東北及東與大水堀庄為鄰，南邊為內樹皮庄，西邊為小半天庄。
1901年（日治明治三十四年）11月，全台廢縣廳改設二十廳，該庄隸屬於斗六廳。1903年（明治三十六年）6月，該庄編入「羗仔藔區」，隸屬於南投廳。1909年（明治四十二年）10月，合併二十廳為十二廳，羗仔藔區改隸屬於南投廳。1920年（大正九年），全台地方制度大改正，廢十二廳改設五州二廳，該庄改制並雅化為「車輄寮」大字，隸屬於臺中州竹山郡鹿谷庄。
戰後鹿谷庄改制為鹿谷鄉，隸屬於臺中縣，大字亦改制為村。1950年10月，中、彰、投分治，鹿谷鄉改隸屬南投縣。

## 聚落
本地區發展較早的聚落有車桄藔、九藔坑、石城、柯樹坪、內湖等，在日治期初期的官方地圖上已有記載。此外，本地區尚有瓦厝仔、上去官、田寮、十八股等聚落。

## 交通
縣道151號（中正一路、興產路）是竹山鎮延平至鹿谷鄉溪頭的道路，大致以西北—東南走向轉北向南蜿蜒經過車輄寮地區中部偏西地帶。由該道路向西北可前往鹿谷市區、初鄉、江西林地區南部的延平聚落並止於省道台3線路口；向南可前往內樹皮並止於溪頭收費停車場。
鄉道投55-1線（光復路、中正路一段、中寮路、二突路）是小半天至五崙尾的道路，大致以南向北由本地區西部邊界中央偏北處經北勢溪小半天高架橋入境後，繞大彎轉西北再轉北北東進入鹿谷聚落，經縣道151號路口後轉東北，至中正路一段路口轉東南東，其後順路轉東北再繞彎道轉東南東出聚落，至二突路路口轉東北進入出區蜿蜒而行，最終於本地區東部邊界北側轉北北東出境。由該道路向南可前往小半天地區的內湖聚落並止於鄉道投55線路口；向北北東可前往大水堀地區五崙尾聚落西郊的鄉道投56線路口。
鄉道投55-2線（和雅路）是內湖至和雅的道路，其東北側端點位於本地區中部偏南的縣道151號路口。由此向南南西轉西南蜿蜒而行，其後轉東南再轉南微東過北勢溪和雅橋出境後，經髮夾彎再繞大彎轉西南可前往內樹皮（今屬和雅村）並止於鄉道投55線路口。

## 學校
- 廣興國小
- 鹿谷國小

## 文化資產
- 鹿谷聖蹟亭（縣定古蹟）